# Савицкий, Мельхиор Станислав
Мельхиор Стани́слав Сави́цкий (пол. Melchior Stanisław Sawicki, ум. 4 января 1668) — польский учёный и поэт XVII века, воевода брестский.
Образование получил в виленской Академии и университете общества иезуитов. Был гродненским старостой, затем брестским каштеляном.
Отличился при обороне Бреста при шведском нашествии (1655) и сдал город на почётных условиях в 1657.
Труды его: «Cienie żałobne po jasnych promieniach» (1643) и «Żałoba białych lilij Tryzniańskich» (1643).
Сын его Карл Пётр Савицкий (ум. в 1733 г.), иезуит, напечатал «Prawdziwe zwierciadło niewinności» и «Krzywda bez szkody» (1726).